# Aeroportul Internațional Chennai
Aeroportul Internațional Chennai (IATA: MAA, ICAO: VOMM) este un aeroport din Tirusulam⁠(d), Kanchipuram district⁠(d), Tamil Nadu, India ce deservește zona Chennai metropolitan area⁠(d). Aeroportul a fost tranzitat în decembrie 2022 de 1.712.571 de pasageri. A fost deschis în 1954.
Situat la o altitudine de 16 m, aeroportul dispune de 2 piste. Este operat de Airports Authority of India⁠(d).

## Infrastructură

### Piste
Aeroportul dispune de 2 piste. Pista 07/25 are suprafața de asfalt și dimensiunile 3.658 m × 45 m. Pista 12/30 are suprafața de asfalt și dimensiunile 2.045 m × 45 m. 